# Chronologie de la révolution américaine
La révolution américaine est la période de bouleversements politiques qui eurent lieu pendant la seconde moitié du XVIIIe siècle et durant laquelle les Treize colonies d'Amérique du Nord se sont unies pour se libérer de l'Empire britannique, et devenir les États-Unis d'Amérique.
La révolution comporte des aspects politiques, sociaux et militaires. La période révolutionnaire est généralement considérée comme ayant débuté avec les batailles de Lexington et Concord (1775) et s'est terminée avec la ratification de la Constitution des États-Unis en 1789. La phase militaire de la révolution, la guerre d'indépendance des États-Unis, a duré de 1775 à 1783.

## Années 1760

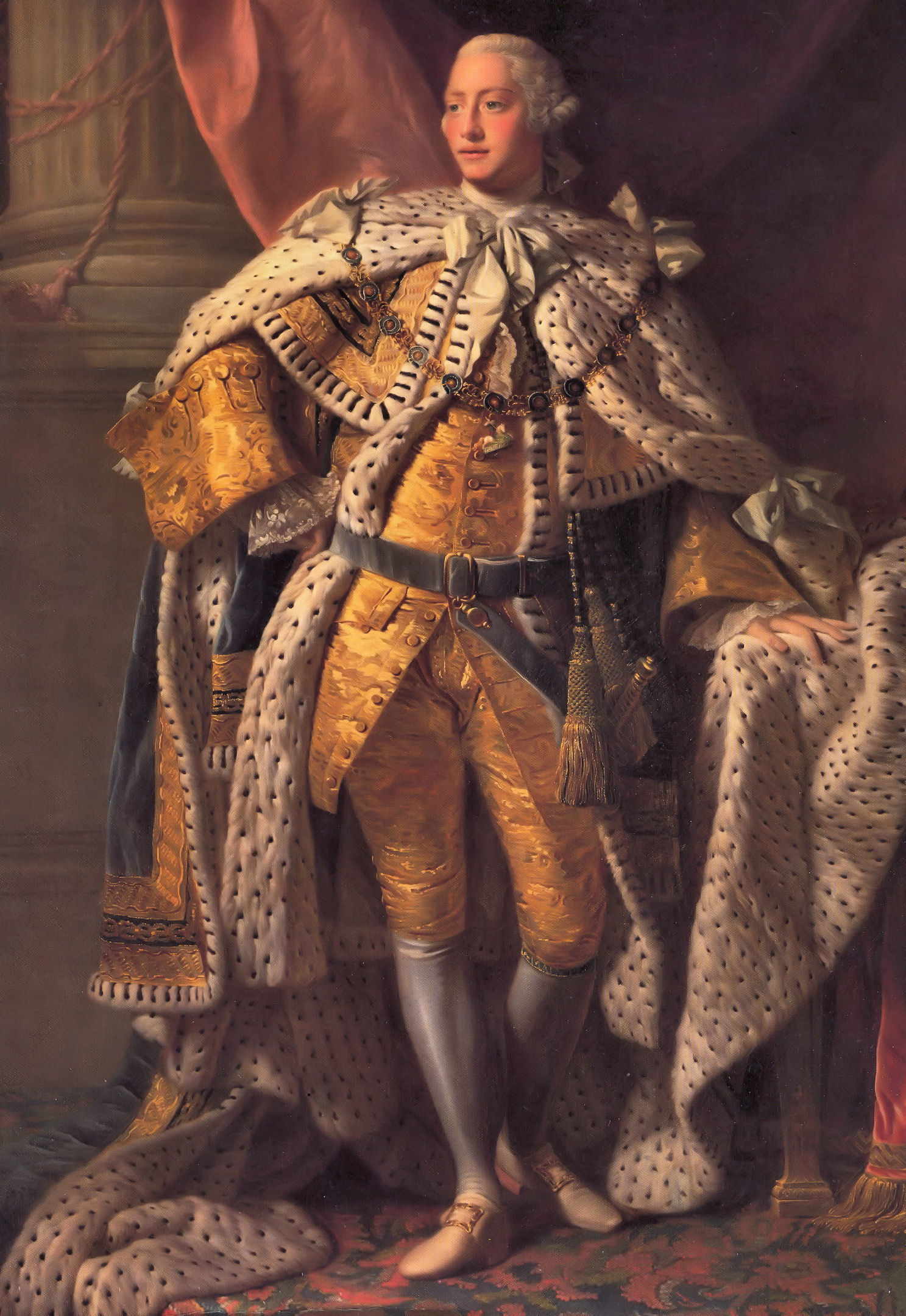
George III du Royaume-Uni

- 1760 : Jeffery Amherst devient le premier gouverneur britannique général en Amérique du Nord et remplace le gouverneur de la Nouvelle-France Pierre de Rigaud.
- 1760 : George II meurt (25 octobre) ; son petit-fils George III lui succède.
- 1763 : Le Traité de Paris (10 février) met officiellement fin à la Guerre de Sept Ans. La France cède la majeure partie de ses territoires en Amérique du Nord à la Grande-Bretagne, mais la Louisiane à l'ouest du fleuve Mississippi est cédée à l'Espagne.
- 1763 : Précédemment alliés avec la France, les tribus amérindiennes de la région des Grands Lacs résistent à la politique britannique menée par Amherst. La rébellion de Pontiac commence et dure jusqu'en 1766.
- 1763 : La proclamation royale de 1763 (7 octobre) établit l'administration dans les nouveaux territoires cédés par la France. Pour éviter de nouvelles confrontations violentes entre les colons et les Amérindiens, la proclamation établit une limite à l'ouest des colonies britanniques.
- 1764 : James Murray remplace Jeffrey Amherst comme gouverneur général d'Amérique du Nord.
- 1764 : Currency Act voté par le Parlement de Grande-Bretagne
- 1764 : Sugar Act
- 1765 : Stamp Act
- 1765 : Le Stamp Act Congress réunit les représentants de neuf colonies britanniques
- 1765 : Premier Quartering Act
- 1764 : James Murray est rappelé.
- 1767 : Townshend Acts

## Années 1770
- 1770 : Massacre de Boston

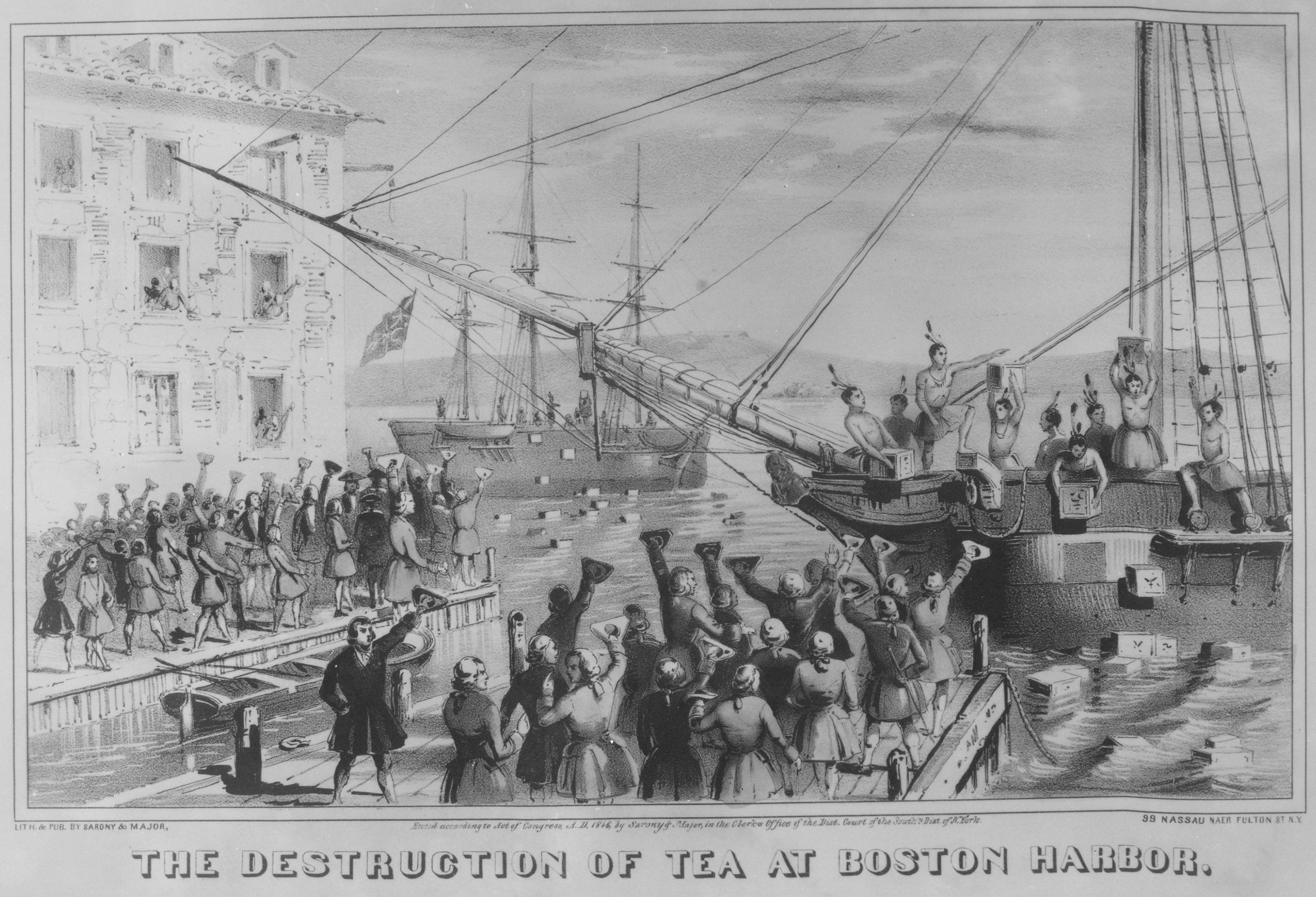
Boston Tea Party, 1773

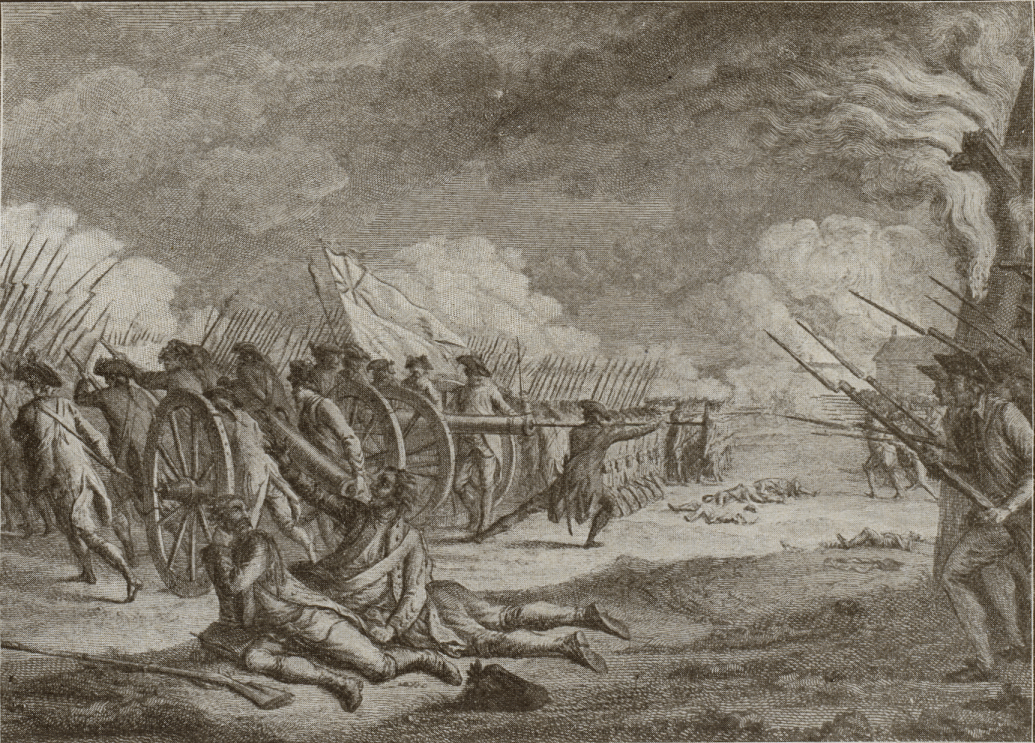
Bataille de Lexington et Concord

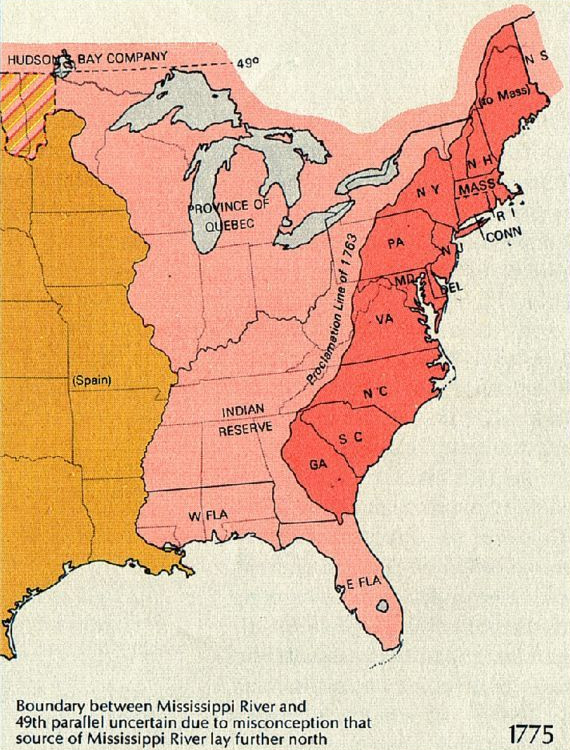
Les Treize colonies vers 1775 (en rouge)

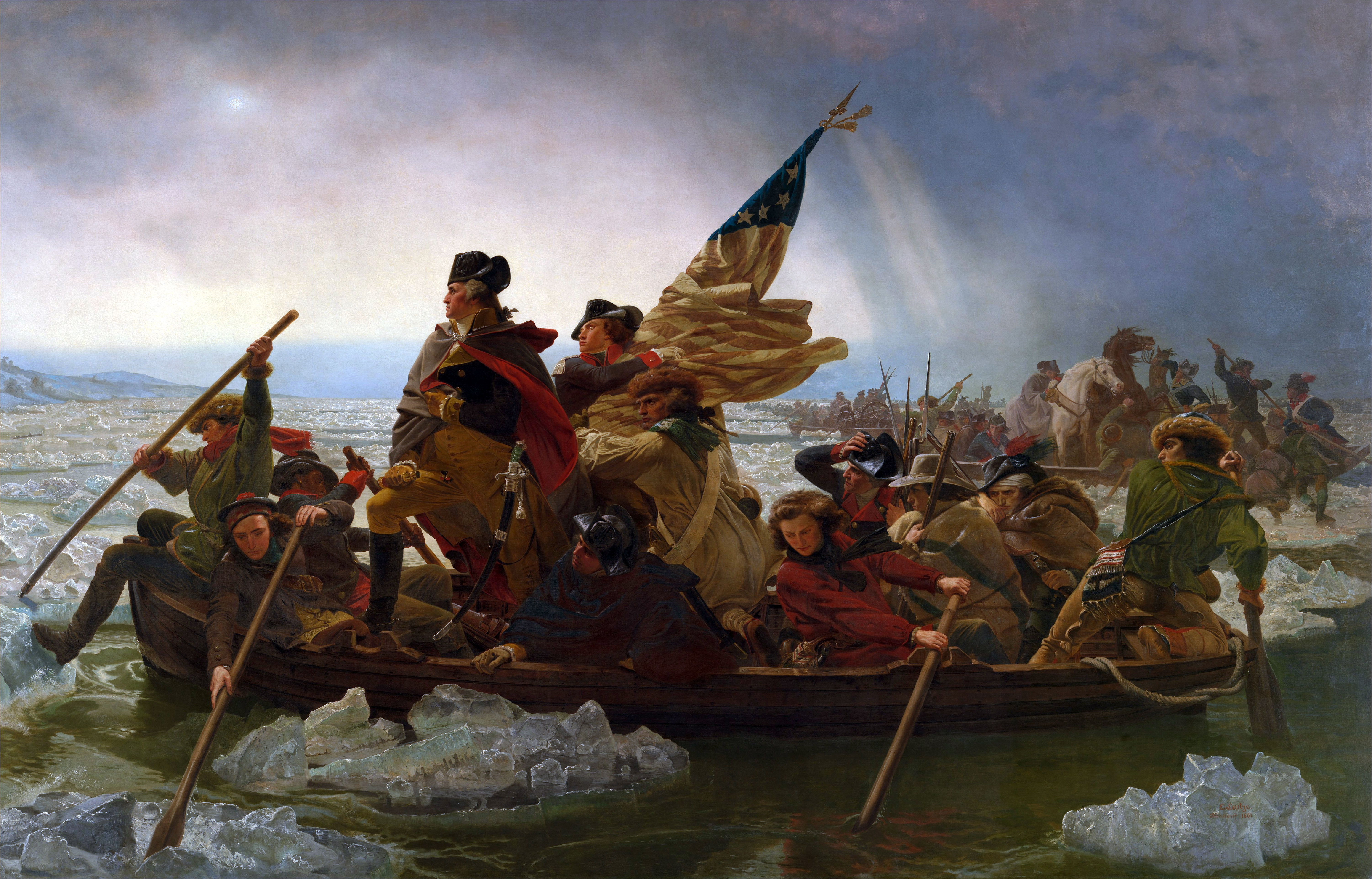
Traversée du Delaware par Washington

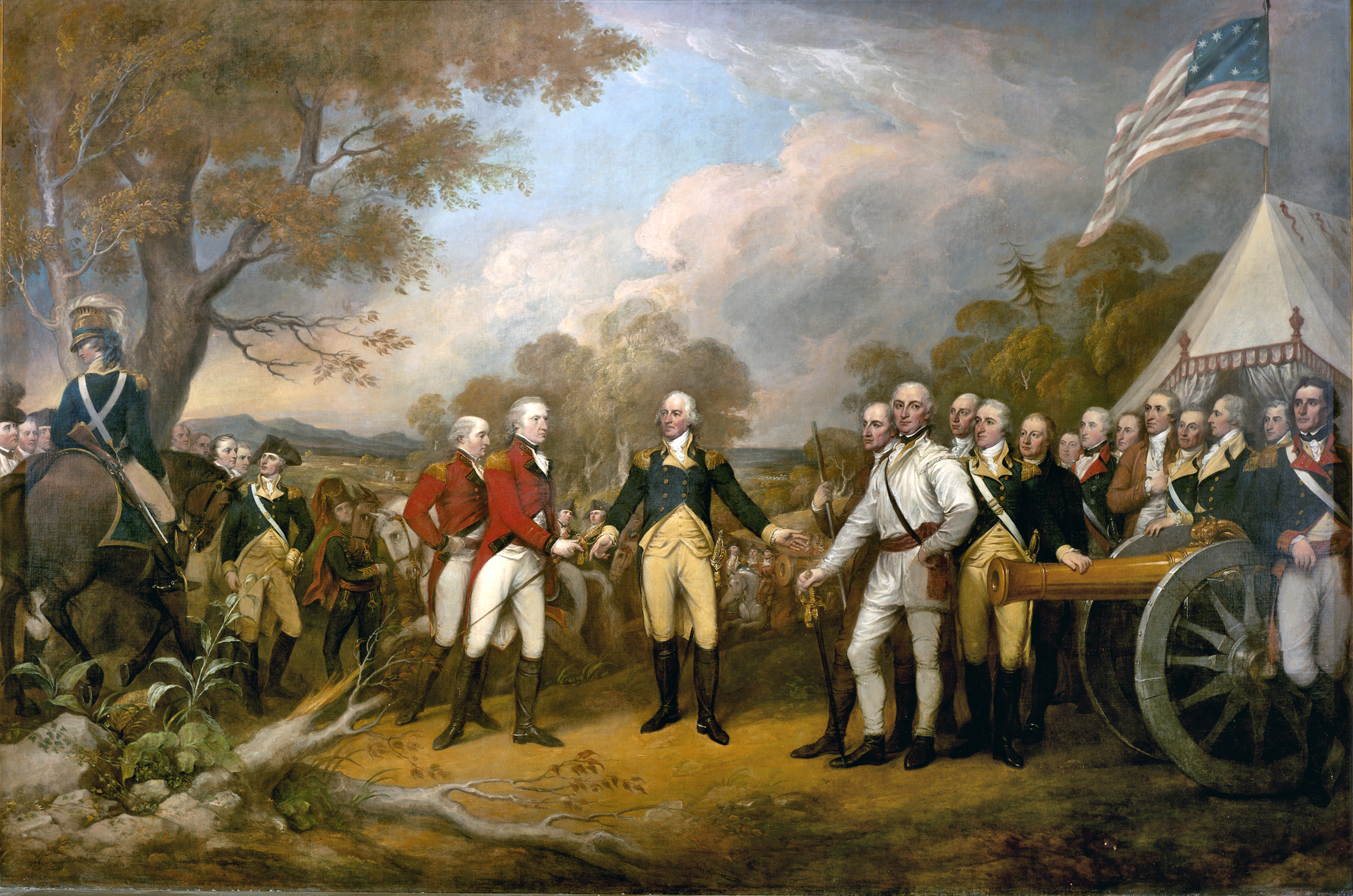
Reddition de Burgoyne à Saratoga

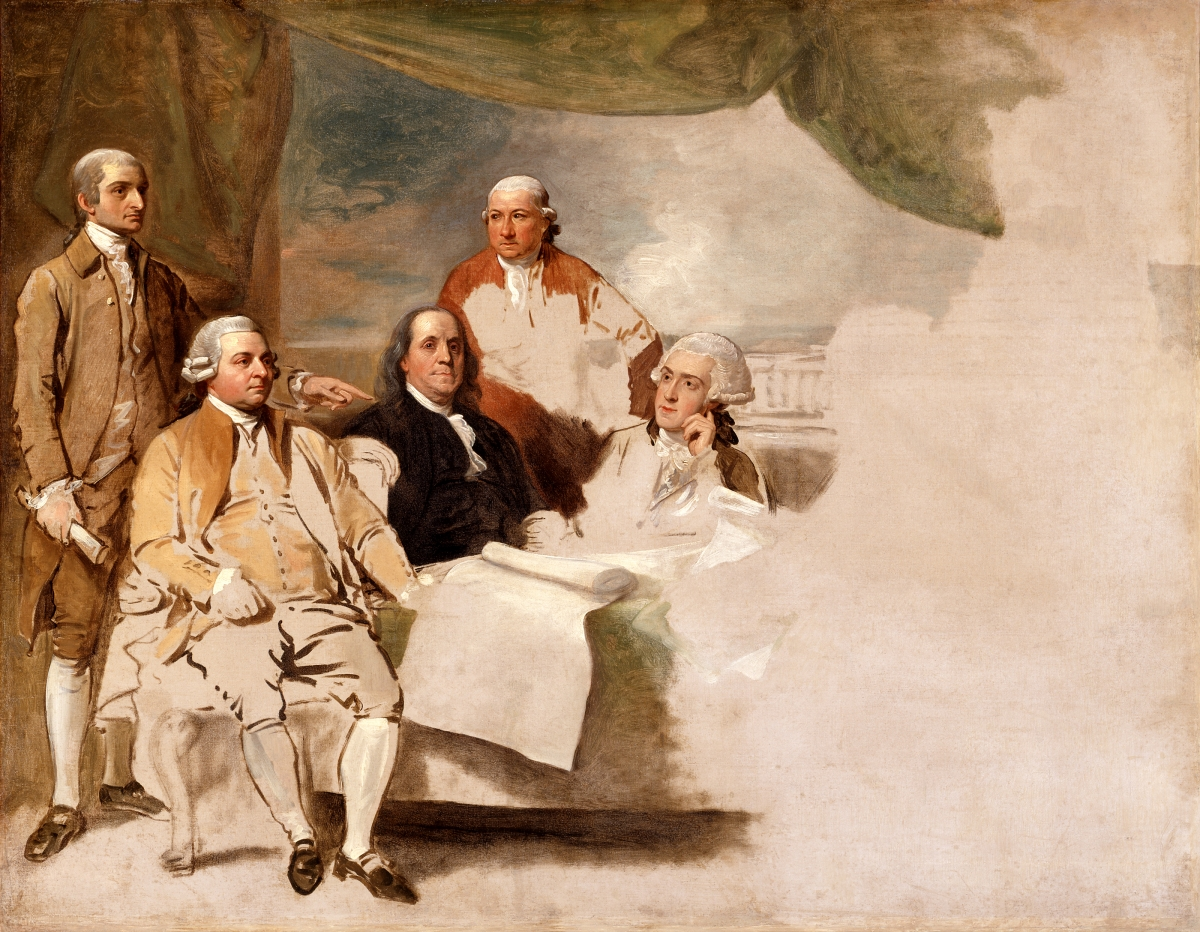
Signature du traité de Versailles, 1783

- 1770 : Frederick North devient Premier ministre de la Grande-Bretagne
- 1771 : Bataille d'Alamance en Caroline du Nord
- 1772 : Samuel Adams organise les premiers comités de correspondance
- 1772 : L'association Watauga dans laquelle le Tennessee se declare indépendant.
- 1773 : Tea Act
- 1773 : Boston Tea Party
- 1774 : Benjamin Franklin, représentant du Massachusetts à Londres
- 1774 : Premier Congrès continental : 12 colonies sur 13 envoient des délégués.
- 1774 : Guerre de Dunmore
- 1774 : Intolerable Acts :
  - Boston Port Act (31 mars)
  - Administration of Justice Act (20 mai),
  - Massachusetts Government Act (20 mai),
  - Second Quartering Act (2 juin),
  - Acte de Québec
- 1774 : Incendie du navire Peggy Stewart, en réponse aux intolerable acts
- 1774 : Greenwich Tea Party (22 décembre)
- 1775 : Bataille de Lexington et Concord (19 avril)
- 1775 : Prise de Ticonderoga par les Américains (New York, 10 mai)
- 1775 : Second Congrès continental (10 mai)
- 1775 : George Washington nommé à la tête de l'Armée continentale (15 juin)
- 1775 : Bataille de Bunker Hill (17 juin)
- 1775 : Olive Branch Petition (pétition du rameau d'olivier, 8 juillet) envoyée à George III
- 1775 : Proclamation du roi de Grande-Bretagne devant le Parlement de Londres (23 août)
- 1775 : occupation de Montréal par Montgomery (13 novembre)
- 1776 : le New Hampshire est le premier à ratifier une Constitution
- 1776 : Thomas Paine publie son pamphlet le Sens commun (10 janvier)
- 1776 : les Britanniques quittent Boston (17 mars)
- 1776 : Déclaration d'indépendance américaine (4 juillet)
- 1776 : Occupation britannique de New York (15 septembre)
- 1776 : Grand Incendie de New York (21 septembre)
- 1776 : Bataille de Fort Lee : défaite américaine (19 novembre)
- 1776 : Bataille d'Iron Works Hill (23 décembre-26 décembre)
- 1776 : Bataille de Trenton (26 décembre)
- 1777 : Bataille d'Assunpink Creek aussi connue sous le nom de Deuxième bataille de Trenton (2 janvier)
- 1777 : Bataille de Princeton (3 janvier)
- 1777 : Guerre de Forage
- 1777 : Bataille de Bound Brook (13 avril)
- 1777 : Campement de Middlebrook (28 mai-2 juillet)
- 1777 : Bataille de Short Hills (26 juin)
- 1777 : reprise de Fort Ticonderoga par les Britanniques (6 juillet)
- 1777 : Bataille de Oriskany (6 août)
- 1777 : Victoire américaine à Bennington (Vermont, 16 août)
- 1777 : Bataille de Brandywine (défaite américaine, 11 septembre)
- 1777 : Bataille de Paoli (20 septembre)
- 1777 : Occupation britannique de Philadelphie (27 septembre)
- 1777 : Bataille de Germantown (4 octobre)
- 1777 : Bataille de Saratoga (7 octobre)
- 1777 : reddition de Burgoyne à Saratoga (17 octobre)
- 1777 : Bataille de Red Bank (22 octobre)
- 1777 : Le Second Congrès continental adopte les Articles de la Confédération (15 novembre)
- 1777 : Bataille de White Marsh (5 décembre-8 décembre)
- 1777 : Bataille de Matson's Ford (11 décembre)
- 1777 : Le Vermont ratifie la Constitution du Vermont, la première qui interdit l'esclavage.
- 1777-1778 : l'Armée continentale commandée par George Washington passe l'hiver à Valley Forge (19 décembre-19 juin)
- 1778 : Alliance franco-américaine (6 février)
- 1778 : Bataille de Barren Hill (20 mai)
- 1778 : Fin de l'occupation de Philadelphie (18 juin)
- 1778 : Bataille de Monmouth (28 juin)
- 1778 : L'armée américaine est chassée du Rhode Island (30 août)
- 1778 : les Britanniques occupent Savannah (29 décembre)
- 1778-1779 : l'armée continentale prend ses quartiers d'hiver au campement de Middlebrook (30 novembre-3 juin)
- 1779 : entrée en guerre de l'Espagne contre la Grande-Bretagne (8 mai)
- 1779 : prise de Stony Point par les Américains (15 juillet)
- 1779 : Bataille de Paulus Hook (19 août)
- 1779 : Loyalistes et Amérindiens battus à Newtown (New York) (29 août)
- 1779 : échec des Français et des Américains à Savannah (9 octobre)
- 1779-1780 : L'Armée continentale passe l'hiver à Morristown (décembre-mai)

## Années 1780

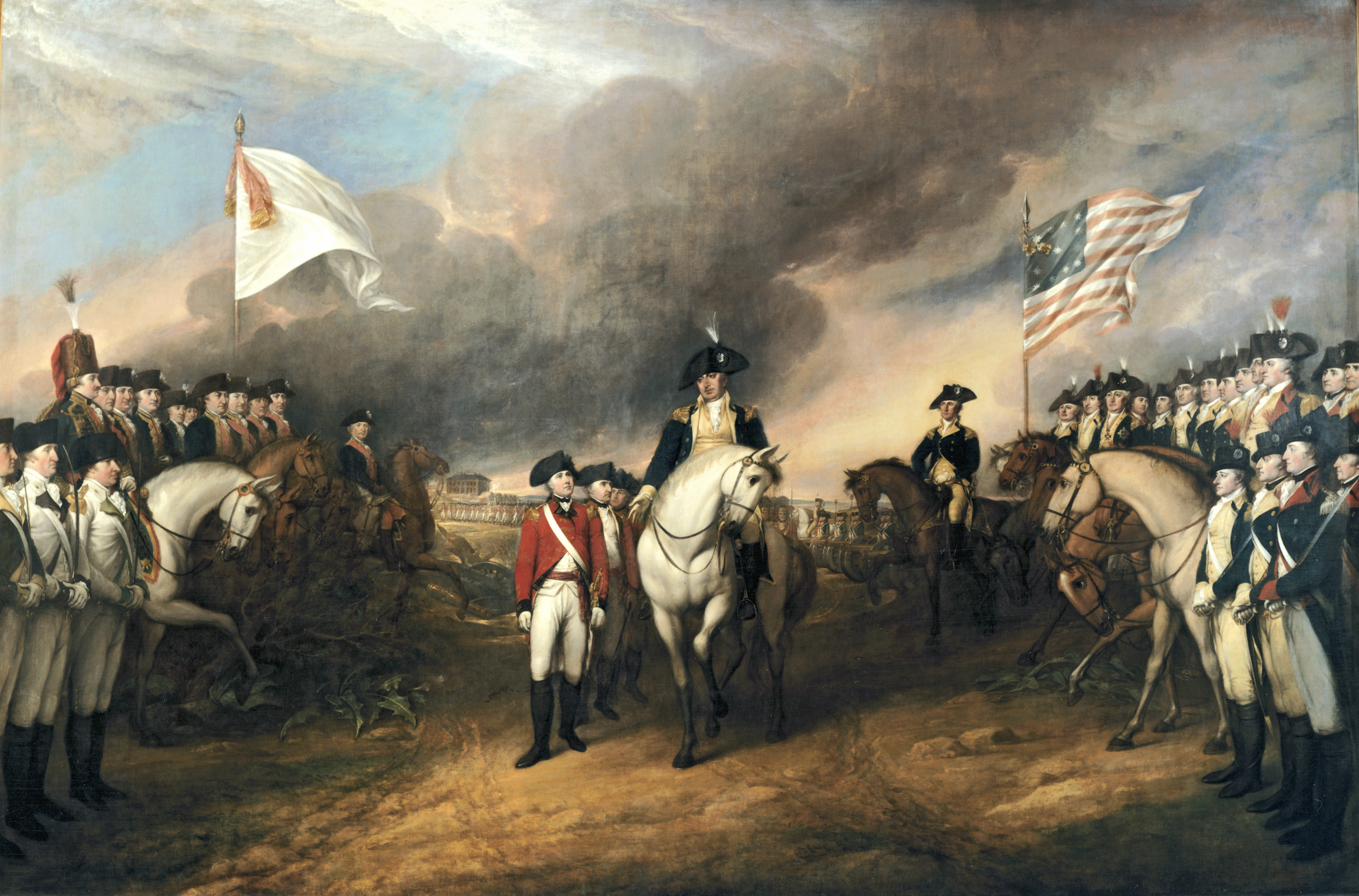
Reddition de Cornwallis à Yorktown

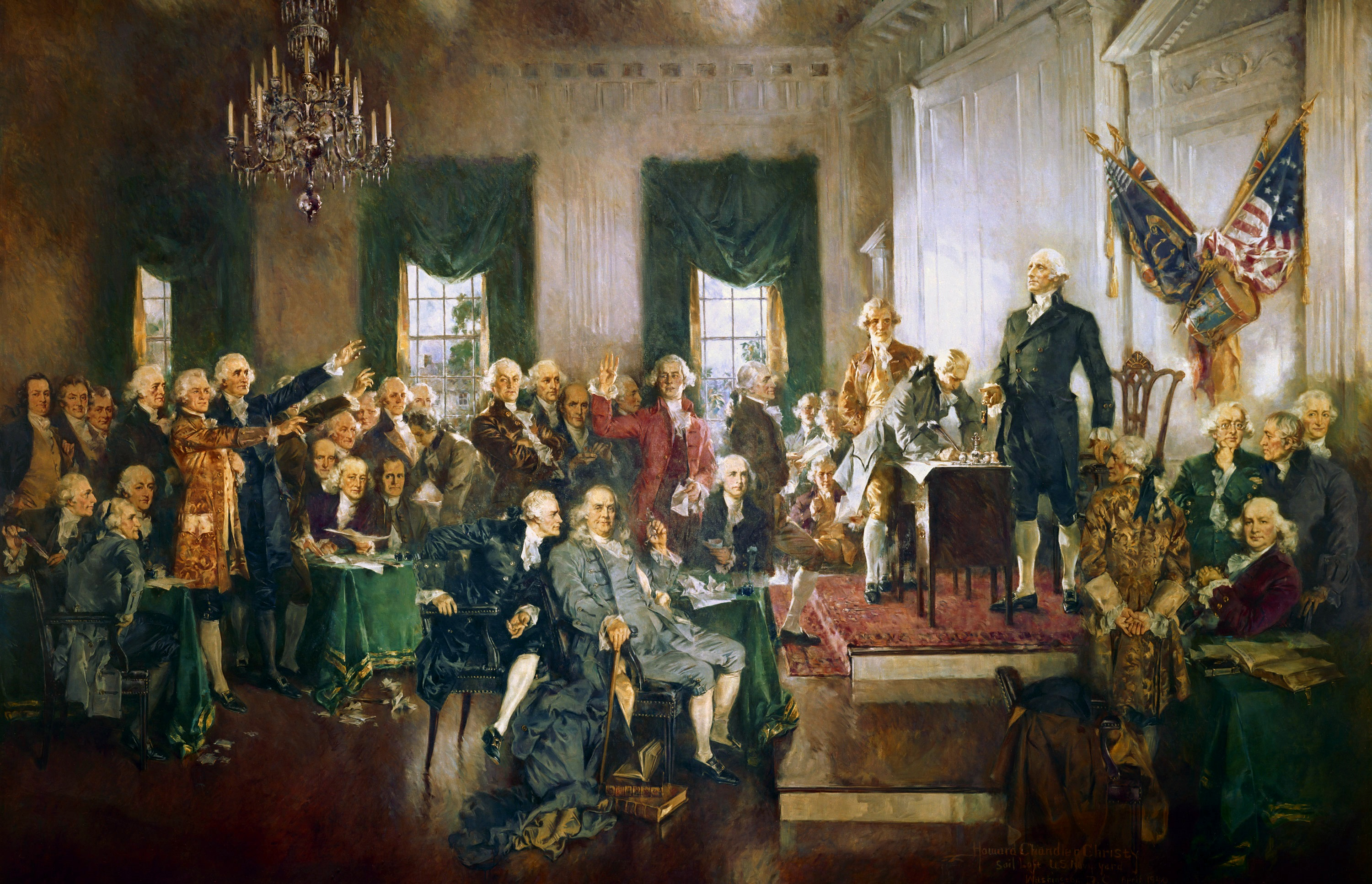
La signature de la Constitution

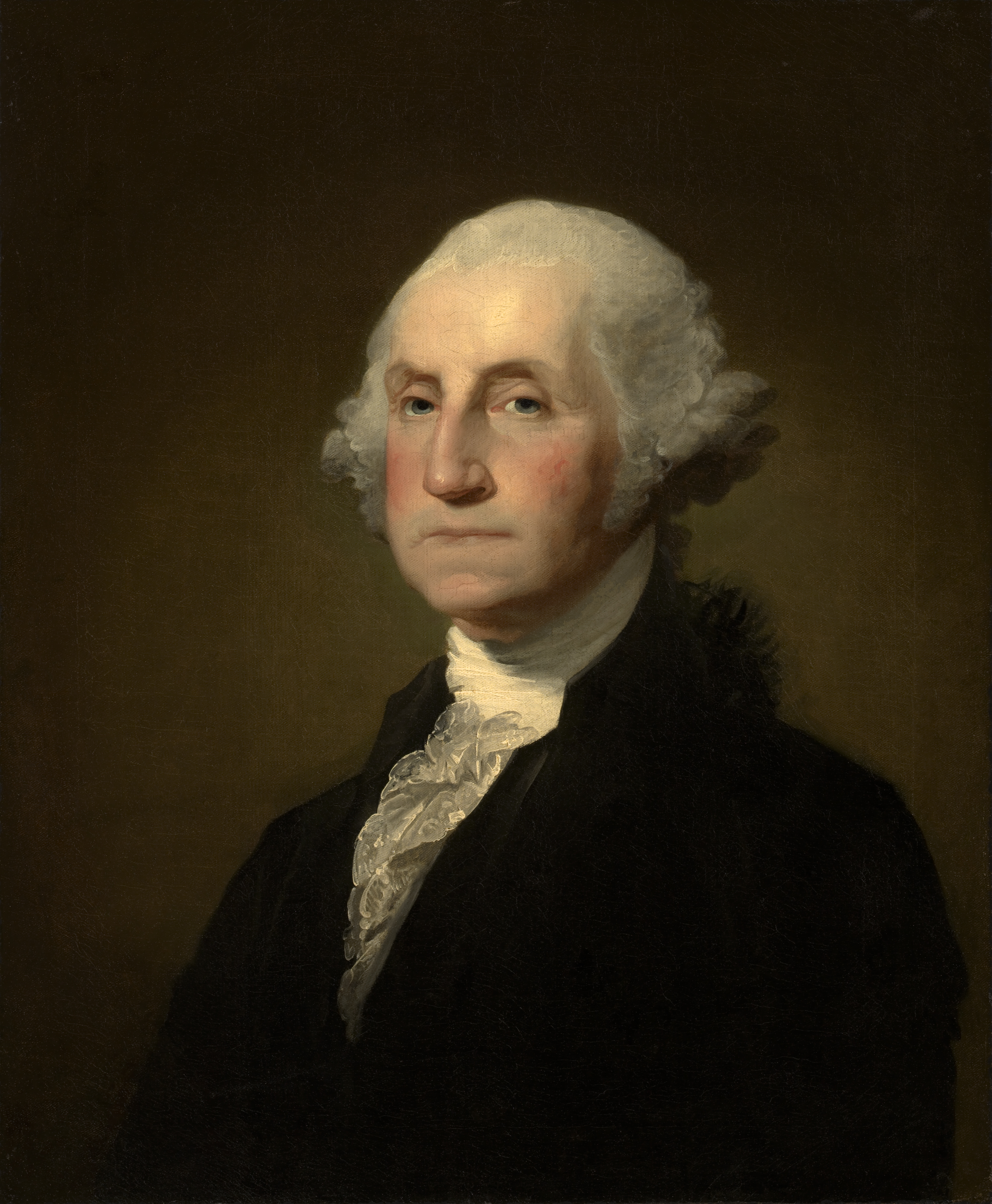
Portrait de George Washington par Gilbert Stuart

- 1780 : Abolition de l'esclavage en Pennsylvanie (1er mars)
- 1780 : occupation britannique de Charleston (Caroline du Sud), 12 mai
- 1780 : Bataille de Connecticut Farms (6 juin)
- 1780 : Bataille de Springfield (23 juin)
- 1780 : Cornwallis bat les Américains à Camden (Caroline du Sud) (16 août)
- 1781 : Ratification des Articles de la Confédération
- 1781 : Bataille de Yorktown
- 1781 : Fondation de la Bank of North America (31 décembre)
- 1782 : démission du Premier ministre britannique Lord North (20 mars)
- 1782 : départ des Britanniques de Savannah (11 juillet)
- 1782 : traité de paix préliminaire à Paris (30 novembre)
- 1782 : départ des Britanniques de Charleston (14 décembre)
- 1783 : conspiration de Newburgh (mars)
- 1783 : Traité de Paris : fin de la guerre d'indépendance (3 septembre)
- 1783 : Les Britanniques évacuent New York (25 novembre)
- 1783 : Démission de Washington de l'armée américaine (23 décembre)
- 1784 : Sécession du State of Franklin
- 1785 : Traité de Hopewell
- 1786 : Rébellion de Shays
- 1786 : Échec de la Convention d'Annapolis
- 1787 : Ordonnance du Nord-Ouest
- 1787 : Convention de Philadelphie
- 1787 : Ratification de la Constitution américaine par le Delaware, la Pennsylvanie et le New Jersey
- 1788 : Ratification de la Constitution américaine par la Géorgie, le Connecticut, le Massachusetts, le Maryland, la Caroline du Sud, le New Hampshire, la Virginie et le New York
- 1789 : Élection présidentielle américaine de 1789
- 1789 : La constitution entre en application
- 1789 : George Washington devient le premier président des États-Unis
- 1789 : Judiciary Act of 1789
- 1789 : Hamilton tariff
- 1789 : Traité Jay-Gardoqui
- 1789 : La Caroline du Nord ratifie la constitution

## Source de la traduction
- (en) Cet article est partiellement ou en totalité issu de l’article de Wikipédia en anglais intitulé « Timeline of the American Revolution » (voir la liste des auteurs).